# 短鳍鮡
短鳍鮡（学名：Pareuchiloglanis feae）为輻鰭魚綱鯰形目鮡科鮡属的鱼类，俗名石扁头。在中国，分布于伊洛瓦底江水系、怒江水系等，體長可達13.3公分，一般生活于多石的溪流。该物种的模式产地在缅甸。